# موراي ليرنر
موراي ليرنر (بالإنجليزية: Murray Lerner)‏ هو منتج أفلام ومصور سينمائي وكاتب سيناريو ومخرج أمريكي، ولد في 8 مايو 1927 في فيلادلفيا في الولايات المتحدة، وتوفي في 2 سبتمبر 2017 في نيويورك في الولايات المتحدة.

## وصلات خارجية
- موراي ليرنر على موقع IMDb (الإنجليزية)
- موراي ليرنر على موقع روتن توميتوز (الإنجليزية)
- موراي ليرنر على موقع ألو سيني (الفرنسية)
- موراي ليرنر على موقع ميوزك برينز (الإنجليزية)
- موراي ليرنر على موقع أول موفي (الإنجليزية)
- موراي ليرنر على موقع قاعدة بيانات الأفلام السويدية (السويدية)
- موراي ليرنر على موقع كينوبويسك (الروسية)
- موراي ليرنر على موقع كينوبويسك (الروسية)